# Ouija: Origin of Evil
Ouija: Origin of Evil is een Amerikaanse horrorfilm uit 2016, geregisseerd door Mike Flanagan. De film is een prequel op Ouija uit 2014.

## Verhaal
Los Angeles, 1967, de weduwe Alice Zander is net haar man Roger kwijtgeraakt en houdt samen met haar twee dochters Paulina (Lina) en Doris spirituele seances. Alles wordt in scène gezet maar wanneer ze een nieuw trucje uitproberen met een ouijabord halen ze per ongeluk een geest, die Marcus heet, in huis, die Doris begint te bezitten.
Vervolgens ontvangt Alice een bericht van de bank, dat ze beslag gaan leggen op het huis. Doris gebruikt het bord in de overtuiging dat ze met haar vader praat. De geest vertelt haar dat er geld in de kelder ligt. Doris pakt dit en brengt het naar haar moeder. Deze wil vervolgens een nieuwe seance doen met het bord. Als Alice aan het bord een vraag stelt die alleen Roger kan weten en het bord de vraag goed heeft, beginnen Alice en Lina te geloven dat ze echt met Roger aan het praten zijn.
Snel daarna begint Doris een rare pijn in de nek te voelen en begint ze steeds meer rare dingen te doen. Lina vindt meerdere papieren die in vloeiend Pools geschreven zijn, terwijl Doris die taal helemaal niet spreekt. Aangezien ze dit niet vertrouwt brengt ze de papieren naar het schoolhoofd, pater Tom. Bezorgd besluit hij het gezin te bezoeken voor een sessie met het bord, om zijn overleden vrouw Gloria te contacteren. De sessie lijkt in eerste instantie succesvol, maar pater Tom vertelt Alice en Lina dat hij heel sterk aan een naam dacht, die helemaal niet van Gloria was. Hij vertelt Alice en Lina dat de pagina's geschreven zijn door Marcus die tijdens de tweede wereldoorlog, met andere gevangenen, in de kelder werd mishandeld door een sadistische dokter. De reden dat het bord antwoorden wist die alleen Roger zou weten, was omdat het gezin altijd bekeken is door de geesten die altijd in de kelder hebben geleefd.
Op hetzelfde moment komt Mikey, de vriend van Lina, op bezoek en wordt hij vermoord door Doris. Als Tom, Alice en Lina het lichaam zien hangen besluiten ze het bord te verbranden. Pater Tom vindt de kamer waar de gevangenen altijd zijn mishandeld en wordt zelf ook bezeten door de geest. Hij valt Alice en Lina aan, maar het lukt Lina hem neer te steken. Alice wordt overgenomen door de geest en Lina wordt door de geest van Roger meegenomen naar haar kamer. Een flashback naar het moment dat de mond van de pop van Lina werd dichtgenaaid volgt. Hierdoor beseft Lina dat ze de mond van Doris moet dichtnaaien, om de geesten te stoppen. Ze doet dit, maar vermoordt Doris door deze actie. Vervolgens neemt de geest bezit over Lina en ze steekt vervolgens haar moeder dood.
Lina wordt opgenomen in een psychiatrisch ziekenhuis, omdat ze verdacht wordt van de moord op haar moeder en zusje. De dokter vraagt wat er die nacht is gebeurd, maar ze antwoordt enkel dat ze nooit meer alleen zal zijn. Terug in haar kamer scheurt ze het tapijt open, maakt van haar bloed een ouijabord en roept opnieuw de geest op. Als de dokter in de kamer van Lina ineens twee mensen ziet staan zet hij een stap terug om goed te kijken. Op dat moment loopt Doris over het plafond richting de dokter.
Na de aftiteling, 47 jaar later, zit Lina nog steeds in het ziekenhuis en krijgt ze bezoek van iemand die zegt haar nicht te zijn.

## Rolverdeling
| Acteur           | Personage             |
| ---------------- | --------------------- |
| Elizabeth Reaser | Alice Zander          |
| Annalise Basso   | Lina Zander           |
| Lin Shaye        | Oudere Paulina Zander |
| Lulu Wilson      | Doris Zander          |
| Henry Thomas     | Eerwaarde Tom Hogan   |
| Parker Mack      | Mikey Russell         |
| Halle Charlton   | Ellie                 |
| Alexis G. Zall   | Betty                 |
| Kate Siegel      | Jenny Browning        |
| Sam Anderson     | Mr. Browning          |
| Chelsea Gonzalez | Gloria                |
| Lincoln Melcher  | Jack                  |
| Michael Weaver   | Roger Zander          |
| Doug Jones       | Geest Marcus          |

## Productie
In januari 2015 werd aangekondigd dat er een vervolg op Ouija kwam en Mike Flanagan werd aangetrokken om de film te regisseren en het scenario te schijven samen met zijn collega-schrijver Jeff Howard. De filmopnamen gingen van start op 9 september 2015 en eindigden op 21 oktober 2015. De film ging in première op 21 oktober 2016 in 3168 zalen en bracht in zijn openingsweekend 14,1 miljoen US$ op, daarmee eindigend op de derde plaats. De film kreeg overwegend positieve kritieken van de filmcritici met een score van 82% op Rotten Tomatoes.